# 完美小姐進化論
《完美小姐進化論》（ヤマトナデシコ七変化♥、直譯為大和撫子七變化）是日本漫畫家早川智子創作的日本漫畫作品。名稱靈感來自小泉今日子1984年的同名歌曲《大和撫子七變化》。於講談社漫畫雜誌《別冊FRIEND》2000年4月号至2015年2月号期間進行連載。單行本全36卷。
分別於2006年改編成電視動畫、2010年改編成電視劇。
2008年1月14起緯來日本台週一~五19:30

## 故事簡介
中原須奈子，是個孤僻、陰森、最愛恐怖片的怪怪美少女，平常喜歡關在黑漆漆的房間裡，唯一的朋友是嚇死人不償命的人體模型！須奈子的姑姑看不下去，便提出條件，只要美少年4人組：唯我獨尊恭平、智多星武長、花花公子蘭丸、男女莫辨雪之丞，能夠將須奈子改造成超完美小姐，就讓他們豪宅隨便住、通通免花錢！ 
為了享受免費奢華住宿，四人和恐怖少女須奈子展開同居生活，千方百計進行改造大作戰。沒想到信心滿滿的四大美形男，遇到最討厭「閃亮生物」的須奈子，竟然出師不利踢到鐵板！他們能夠達成不可能的任務，讓須奈子變身完美小姐嗎？

## 登場人物
中原須奈子（CV：高口幸子）
女主角，特徵是深藍長髮與紫色雙瞳。因為覺得自己很醜，不但放棄身為女性的自覺，酷愛孤獨、黑暗和恐怖片，本人對於恐怖電影登場的角色是普通恐怖。初期最討厭的是閃亮耀眼的生物，只要看一眼立刻就狂噴鼻血達到躺平垂死狀態，但最近已經相當習慣了。但其實她擅長家事（料理方面是職業水準），對於恭平四人是不可或缺的存在，不在的話家裡會變成垃圾場。力氣和功夫都相當強，和恭平的打架可說是勢均力敵。運動萬能，體力也很好，在游泳比賽中，是同學眼裡的絕對優勝。平時都是三頭身的角色，當須奈子認真時會變身為宛如模特兒般的優美體型，臉也成為超級美少女的臉型。國中時，有過被喜歡的男生拒絕說:「討厭醜女」的經驗，那時創傷造成了現在的須奈子。一般課業也難不倒她，只有數學是完全不行（至少兩次拿過三分的分數，連國中一年級的聯立方程式也不會解）。喜歡巧克力等甜的點心，在情人節時看到恐怖電影或商品會顯示出快樂的表情，如果眼前有和恐怖相關的事物或巧克力會不顧周圍的麻煩並且突破一切去接近。
相當害怕用鏡子看到自己，也討厭把自己的肌膚展現給他人看（乃依和玉緒帶著她去做SPA時，因為被觸摸身體而發出陣陣的哀鳴）意外的對於真正的幽靈卻是相當害怕，在恭平住院時被在醫院出沒的地縛靈接近而臉色發白。初登場時膚質不太好，且經常用瀏海遮蓋自己的容貌，但後來經過保養後有所改善，甚至為了不被人追訪而剪掉自己的瀏海，變成妹妹頭的模樣。
家族成員有父親和母親。雙親現在在非洲工作。父親有著一副黑社會組長的臉孔，和須奈子不一樣，恐怖事物（讓他一看到就昏倒）就是他的弱點。個性非常激烈，年輕時曾有空手擊倒一隻熊的事情。媽媽則是有著一張很難被認為有著高中生女兒的臉孔的年輕美女。同時她本身的力氣也相當的大，能夠輕易的將暴走中的父親打昏扛走。對於須奈子驟變為恐怖系的事情冷靜看待，是最能夠理解須奈子的人。
因為出生在北海道，所以對酷熱的天氣沒什麼抵抗力，對恭平似乎有著微妙的感覺。
高野恭平（CV：森久保祥太郎、笹島薰）（少年時代）
身高：182cm，體重：57kg。
在洋館居住的四人中的一人，留著黃色的頭髮。力氣超強，打架也超強、非常自我中心，是所謂的「本大爺」的性格。因為本身的超俊美而相當受到女性的歡迎（以女性的狂熱度來看，是四人中的第一），但對於戀愛相當不行。和當地的飆車族有所來往。喜歡的食物是草莓和炸蝦，也有討厭的東西為紅蘿蔔的小孩子的一面。對於感情相當重視且相當容易落淚。
先前打工時發生多起被老闆性騷擾的事情，大部份的結果都是痛毆老闆後被開除。到房東阿姨的洋館居住，每天被愛好者到處在後面追逐著。由於每次都差點遭到綁架，結果每天過著彷彿犯罪後留下氣味被追蹤而無法好好安心休息的日子。也由於這個原因造成母親精神耗弱，慘遭她的痛罵，因此和母親長期對立而幾乎不靠近自己的家。因為運動會的關係和須奈子開始好了起來，當事人們雖然否定，不過最近有被認為是一半的情侶。
因為之前打工不久就立刻辭職的關係，所以平常就很缺錢。為了他的大食量，對於錢的執著相當強烈。因而優先考慮要讓自己的房租半價，只要是自己討厭的事情就非常不合作，因此到了後面對於須奈子的淑女之路有所障礙的人也是他。
雖然和須奈子呈現敵對狀態，兩人卻也最合得來，因此常被其他人當須奈子的男朋友看待，於漫畫第21集發現自己對須奈子的感情，是須奈子改造之路的關鍵人物。
織田武長（CV：杉田智和）
生日：11月6日，血型：B型，身高：172cm，體重：50kg。
硬派美少年，特徵是深藍色短髮，頭腦清晰，運動神經也不錯（游泳大賽第四名），確實是文武雙全。
女朋友是乃依，目前和尚未發育完全及清純的她交往中。個性相當溫柔而且尊重女性，也會有膽小的時候，曾有一段時間和乃依不合的事被校園新聞所報導。
家裡實際上是花道的掌門人，過去因為大多在家裡，所以有著不懂世故的性格（沉默寡言而且相當冷淡）。如果和恭平三人引起麻煩時，是裡面最能夠冷靜面對和處理的人。
在恭平來之前，其他兩人都叫他「殿下」。其角色姓名由來是參考日本戰國梟雄"織田信長"
遠山雪之丞（CV：山內悠椰）
身高：168cm，體重：49kg。
擁有少女臉孔的美少年，對於自己的女顏有著複雜的情感。相當纖弱而且手無縛雞之力，在游泳大賽中是第五名左右，似乎運動方面不是那麼差。在恭平等三人的想法裡被認為他是裡面最軟弱和最愛哭的一位，總是擔任調解的角色。有著常被迫扮女裝的困擾，曾在學校園遊會的選美比賽中拿過第一名。曾經從老奶奶那邊得到過完全不知道是什麼東西的香菇而且毫無疑問的就吃了下去，所以也有可愛和笨拙的一面。似乎喜歡可愛的女孩。煮菜是能夠殺死人般的可怕，只有須奈子才能在相當勉強的吃下去。
家族成員有父母以及容貌與他相仿的弟妹。父親因為工作的調動而被派到了相當偏僻的地方，造成只有他一個人在。因為母親是房東阿姨在學生時代的朋友，所以在中原家租房子住。
在恭平來之前，蘭丸都叫他小鬼；名字的由來是來自於遠山左衛門尉金四郎（江戶時代有名的判官，以櫻吹雪刺青聞名）。
森井蘭丸（CV：野島裕史）
生日：10月29日，血型：A型，身高：178cm，體重：55kg。
留著紅髮的花花公子，由於喜歡女人，所以把掠奪人妻的愛當作遊戲一樣。是一個如果有看到美女會立刻對其出手而令他人感到為難的人。
會給恭平做女人很好的輔導，有關其惡劣的女人癖，也讓其他三人會對他罵「爛人」（須奈子也對他忽然生氣過一次）。對於夜生活不但相當清楚，而且還得到關於各個有錢人當中各式各樣不好的情報。
是有名旅館的小開，所以從小就被自由地養育著。因為這樣，在以前對於女性的反應比現在還遲鈍。在住宿的第一天就想對房東阿姨出手，立刻就讓對方感到生氣。實際上劍術相當不錯，贏過武長也贏過恭平
在恭平來之前，雪之丞都叫他「王子」。其角色姓名由來是參考日本戰國美少年"森蘭丸"
笠原乃依（CV：中原麻衣）
與武長相當恩愛的女高中生。須奈子少數的朋友之一，相當喜歡須奈子。有時也會替須奈子承擔家事，能力平均。學園第一美少女，偶爾也會被以豐厚條件網羅她去作演員。
行動力強而且常常是顧前不顧後。與尚未有所進展的武長的關係有著激烈化的傾向。通稱為「乃依依」，風格出眾，穿著運動服裝和學校式的泳裝時常讓其他人噴鼻血，不擅長游泳，沒有蛙鏡就睜不開眼。似乎喜歡唱演歌，在學校園遊會的卡啦OK大賽中唱著演歌名曲「北の宿から」和「津輕海峽冬景色」（但是在周遭引起喧鬧，被大家大喊「多唱一點流行歌嘛，唱啊」）
房東阿姨（CV：小松由佳）
須奈子的姑姑（是須奈子父親的妹妹），豪宅的主人，對恭平等人開出只要讓須奈子成為淑女，房租就全免的條件。是名喪夫的遺孀。與其他人有過幾次的訂婚並且都要走到結婚的地步，但也很快就和人分手。雖然恭平曾勸她早點結婚，但因為阿姨在心裡認定她死去的老公已經是最好的男人，所以一直找不到對象，本名中原美音，在漫畫第26集中提到。
隔了好久回來後卻發現須奈子沒成為她心中完全的淑女，後來接受她成為一半的淑女。
本人相當有錢，和全世界的富翁及要人都有連繫。因為姑姑每次回家時都要檢查須奈子是否成為淑女，所以對於恭平等人是比須奈子更恐怖的存在。為了應付她的檢查，讓四人每次都得使出渾身解數來對付。對假髮似乎很執著，每次都會以不同樣式的髮型登場。
認定須奈子的男友是恭平（雖然未成為情侶），好幾次想湊合兩人卻都以失敗收場。也有打算把恭平培養成一位紳士，但因為扮演對手角色的女演員們都被他吸引，因此也是都以失敗告終。
必殺技是「加房租」，只要一講出來便讓恭平毫無怨言馬上閉嘴，所以她的個性被認為和須奈子的父親一樣相當激烈。
大小姐(菊之井 玉緒)（CV：江里夏）
和蘭丸相親的對象，本名是「菊之井 玉緒」。但是本名是到後面才出現，在動畫版的角色欄裡是寫著「「大小姐」。在相親時對蘭丸一見鍾情，此後也一直認真愛著蘭丸。最初相當排斥這場由父母隨意決定的相親的蘭丸也被她吸引住，而在蘭丸與她的關係變好時，發生了一些阻礙，讓她以為蘭丸另有心上人而一再的避開他。事實上她是蘭丸的真命天女，但她沒有注意到，同時也因為她任何狀況都面無表情，使得蘭丸對她如何說服都沒用（不過後來還是有原諒他）。和須奈子及乃依很合得來，三個人會一起出去吃飯。然後也有發生大小姐用自家車子的家紋把企圖綁架蘭丸的女經理給嚇跑的情形，所以有認為她出身於相當有力的家庭裡。
阿宏（CV：森訓久）
和須奈子形影不離的人体模型。在須奈子被她喜歡的男生甩了之後，在傷心狀態時撿回來的東西。以後須奈子像對待好友一般的對待阿宏。她對阿宏的溺愛讓恭平相當嫉妒。因為如此，當阿宏被盜時，須奈子受到很大的驚嚇，甚至呈現半發狂的狀態在外面不斷找尋。
在每集的開頭登場，以模訪諧星ヒロシ的樣子來複習上集的內容，恭平等人則擔任突然出現吐嘈他的工作。不過除了那個開頭外，阿宏都不用講人話，不過在須奈子的妄想中會出現他和其他骨頭模型及人體模型對話的樣子。
另外也有其他不同種類的人體模型「あきら」和附著假髮的人骨模型「約瑟芬」及有著一個骷髏頭的喬（喬和約瑟芬在動畫版有舉行結婚儀式）。
哥德蘿莉姐妹們
イヴォンヌ
CV - 熊谷妮娜
ラセーヌ
CV - 今野宏美
マドレーヌ
CV - 古山貴實子
ロクサーヌ
CV - 江里夏
動畫版原創人物。在原作也有相似的人物客串登場、名字和行動都相當異常，在動畫版的每一集裡以準正式角色登場。謎之哥德蘿莉4人組，常常追逐著恭平。口令是「哥斯哥斯 蘿莉蘿莉」。語尾經常會變成「 - ンヌ」。是裡面的搞笑人物常會做出超越常識的事情，甚至被鯊魚吃掉也不會死。
在原作中所登場的相似人物的名字為「りえりえ」「みんたん」「まちゃピー」「まりりん」。一開始敵視須奈子，但為了能遇見恭平，改變方針和須奈子做交易以便見上一面。
謎之聲
CV - 渡邊慎一
動畫版原創人物。主要是擔任動畫中『淑女之路』的旁白，而他的真正身份正是動畫版的導演渡邊慎一。
然後除了上面的旁白身份外也會闖入DVD的CM中和須奈子互相談話，並且還擔任了把須奈子甩了的初戀情人的配音（乘坐著相當長的車子，有著深邃的容貌和留著一頭爆炸頭髮型）。

## 出版書籍
| 冊數 | 講談社         | 講談社                 | 東立出版社     | 東立出版社             |
| 冊數 | 發售日期       | ISBN                   | 發售日期       | ISBN                   |
| ---- | -------------- | ---------------------- | -------------- | ---------------------- |
| 1    | 2000年10月11日 | ISBN 978-4-06-341210-9 | 2003年1月22日  | ISBN 986-11-1640-0     |
| 2    | 2001年3月9日   | ISBN 978-4-06-341228-4 | 2003年3月24日  | ISBN 986-11-1641-9     |
| 3    | 2001年7月11日  | ISBN 978-4-06-341242-0 | 2003年6月19日  | ISBN 986-11-1922-1     |
| 4    | 2001年12月11日 | ISBN 978-4-06-341261-1 | 2003年7月29日  | ISBN 986-11-2363-6     |
| 5    | 2002年6月11日  | ISBN 978-4-06-341287-1 | 2003年9月2日   | ISBN 986-11-3016-0     |
| 6    | 2002年12月11日 | ISBN 978-4-06-341317-5 | 2003年10月14日 | ISBN 986-11-3190-6     |
| 7    | 2003年3月11日  | ISBN 978-4-06-341328-1 | 2003年11月6日  | ISBN 986-11-3469-7     |
| 8    | 2003年8月6日   | ISBN 978-4-06-341346-5 | 2003年12月31日 | ISBN 986-11-3744-0     |
| 9    | 2004年1月9日   | ISBN 978-4-06-341369-4 | 2004年6月17日  | ISBN 986-11-3968-0     |
| 10   | 2004年6月9日   | ISBN 978-4-06-341388-5 | 2004年8月27日  | ISBN 986-11-5084-6     |
| 11   | 2004年11月10日 | ISBN 978-4-06-341406-6 | 2004年12月27日 | ISBN 986-11-5665-8     |
| 12   | 2005年3月9日   | ISBN 978-4-06-341420-2 | 2005年4月28日  | ISBN 986-11-6083-3     |
| 13   | 2005年6月9日   | ISBN 978-4-06-341429-5 | 2005年8月16日  | ISBN 986-11-6648-3     |
| 14   | 2005年11月9日  | ISBN 978-4-06-341452-3 | 2006年1月9日   | ISBN 986-11-7325-0     |
| 15   | 2006年3月10日  | ISBN 978-4-06-341464-6 | 2006年5月24日  | ISBN 986-11-7326-9     |
| 16   | 2006年7月10日  | ISBN 978-4-06-341478-3 | 2006年10月4日  | ISBN 986-11-8836-3     |
| 17   | 2006年11月9日  | ISBN 978-4-06-341493-6 | 2007年3月12日  | ISBN 978-986-11-9298-7 |
| 18   | 2007年3月12日  | ISBN 978-4-06-341514-8 | 2007年6月21日  | ISBN 978-986-11-9802-6 |
| 19   | 2007年8月7日   | ISBN 978-4-06-341537-7 | 2007年10月3日  | ISBN 978-986-10-0568-3 |
| 20   | 2008年1月9日   | ISBN 978-4-06-341557-5 | 2008年4月9日   | ISBN 978-986-10-1329-9 |
| 21   | 2008年7月9日   | ISBN 978-4-06-341584-1 | 2008年11月6日  | ISBN 978-986-10-2287-1 |
| 22   | 2008年12月12日 | ISBN 978-4-06-341599-5 | 2009年2月26日  | ISBN 978-986-10-2993-1 |
| 23   | 2009年5月13日  | ISBN 978-4-06-341622-0 | 2009年7月10日  | ISBN 978-986-10-3767-7 |
| 24   | 2009年9月11日  | ISBN 978-4-06-341640-4 | 2009年11月9日  | ISBN 978-986-10-4460-6 |
| 25   | 2010年2月12日  | ISBN 978-4-06-341666-4 | 2010年6月10日  | ISBN 978-986-10-5220-5 |
| 26   | 2010年6月11日  | ISBN 978-4-06-341687-9 | 2010年10月1日  | ISBN 978-986-10-5970-9 |
| 27   | 2010年12月13日 | ISBN 978-4-06-341718-0 | 2011年2月23日  | ISBN 978-986-10-7025-4 |
| 28   | 2011年4月13日  | ISBN 978-4-06-341740-1 | 2011年7月8日   | ISBN 978-986-10-7791-8 |
| 29   | 2011年9月13日  | ISBN 978-4-06-341759-3 | 2012年3月19日  | ISBN 978-986-10-8660-6 |
| 30   | 2011年12月13日 | ISBN 978-4-06-341774-6 | 2012年4月19日  | ISBN 978-986-10-9212-6 |
| 31   | 2012年6月13日  | ISBN 978-4-06-341798-2 | 2012年9月21日  | ISBN 978-986-317-356-4 |
| 32   | 2012年12月13日 | ISBN 978-4-06-341830-9 | 2013年2月4日   | ISBN 978-986-324-553-7 |
| 33   | 2013年4月12日  | ISBN 978-4-06-341851-4 | 2013年6月21日  | ISBN 978-986-332-437-9 |
| 34   | 2013年10月11日 | ISBN 978-4-06-341881-1 | 2013年12月31日 | ISBN 978-986-337-668-2 |
| 35   | 2014年9月12日  | ISBN 978-4-06-341937-5 | 2014年11月24日 | ISBN 978-986-365-884-9 |
| 36   | 2015年2月13日  | ISBN 978-4-06-341966-5 | 2015年9月17日  | ISBN 978-986-382-872-3 |

### 相關書籍
小說
- 《完美小姐進化論 ～歡迎來到盛夏的中原軒！～》（ヤマトナデシコ七変化 ～真夏の中原軒へようこそ！～）

原作、插畫：早川智子 / 作者：中村 美音
| 冊數 | 講談社        | 講談社                 | 東立出版社   | 東立出版社             |
| 冊數 | 發售日期      | ISBN                   | 發售日期     | ISBN                   |
| ---- | ------------- | ---------------------- | ------------ | ---------------------- |
| 全   | 2008年7月11日 | ISBN 978-4-06-373324-2 | 2010年2月4日 | ISBN 978-986-10-5109-3 |

動畫化紀念書籍（完全保存版）
| 冊數       | 講談社         | 講談社                 |
| 冊數       | 發售日期       | ISBN                   |
| ---------- | -------------- | ---------------------- |
| the best A | 2006年9月13日  | ISBN 978-4-06-372192-8 |
| the best B | 2006年9月13日  | ISBN 978-4-06-372193-5 |
| the best C | 2006年12月13日 | ISBN 978-4-06-372238-3 |
| the best D | 2006年12月13日 | ISBN 978-4-06-372239-0 |

## 電視動畫
於東京電視台2006年10月到2007年3月播出。全25話。2008年1月14起緯來日本台週一~五19:30

### 製作人員
- 原作：早川智子
- 企畫：古川陽子、加藤道夫、中村直樹
- 企畫協力：《別冊FRIEND》編輯部（田中利幸、井澤美音）、堀謙太郎、池田恵、山田昇
- 系列構成、劇本：はるか
- 角色設定：佐久間康子
- 總作畫監督：佐久間康子、青木哲朗
- 美術監督：工藤由美
- 色彩設定：小森谷初
- 編輯：名取信一
- 音樂：高梨康治、水谷廣實
- 音響監督：早瀬博雪
- 音響制作：平井勝也
- 效果：庄司雅弘
- 調整：並木晃
- 錄音：外村誠志
- 宣傳：井上弘美
- 節目宣傳：石井真知子（東京電視台）→内海賢朗（東京電視台）
- 節目擔當：吉野文（東京電視台）
- 助理製作：高取昌史、熊谷拓登
- 製作：渡辺隆、八田紳作、戸川淳
- 監督補：榎本守
- 監督：渡邊慎一
- 動畫制作：日本動畫公司
- 製作：完美小姐進化論製作委員會

### 主題曲
片頭曲
「slow」（第1話～第24話）
歌、作詞、作曲：清春／編曲：三代堅、清春
第25話作為片尾曲使用，本話沒有片頭曲。
片尾曲
「カーネーション」（第1話～第18話）
歌・作詞・作曲：清春／編曲：三代堅・清春
「∞Changing∞」（第19話～第24話）
歌：BON-BON BLANCO／作詞：凛々／作曲：Masazumi Ozawa／編曲：Kohsuke Oshima
第25話時作為插入曲使用。

### 各話列表
| 話數 | 日文標題           | 中文標題                                | 分鏡              | 演出           | 作画監督              | 總作画監督          | 播放日期       |
| ---- | ------------------ | --------------------------------------- | ----------------- | -------------- | --------------------- | ------------------- | -------------- |
| 1    |                    | 射入黑暗的光                            | 渡邊慎一          | 榎本守         | 佐久間康子            | -                   | 2006年 10月3日 |
| 2    |                    | 攻下鋼鐵的屏障！                        | 渡邊慎一          | 神崎ユウジ     | 井口忠一              | 青木哲朗            | 10月10日       |
| 3    |                    | 啊，令人懷念的黑暗青春                  | 細田雅弘 渡邊慎一 | 広嶋秀樹       | 三井寿                | 佐久間康子          | 10月17日       |
| 4    |                    | 須奈子，見客了                          | 榎本守            | 山内東生雄     | しまだひであき 谷圭二 | -                   | 10月24日       |
| 5    |                    | 美麗事物的宴會                          | 松林唯人          | 玉川真人       | 松岡謙治              | 佐久間康子          | 10月31日       |
| 6    |                    | 作夢的萬聖節                            | 秋津南            | はしもとなおと | 猿渡聖加              | 青木哲朗            | 11月7日        |
| 7    |                    | I'm Number 1！                          | 榎本守            | 榎本守         | 早川淳一              | 佐久間康子          | 11月14日       |
| 8    | Winter Wonder Land | Winter Wonder Land                      | 神崎ユウジ        | 神崎ユウジ     | 井口忠一              | 青木哲朗            | 11月21日       |
| 9    |                    | 溫泉裡的蒸騰霧氣血花四濺與愛情之淚 前篇 | 渡邊慎一          | 広嶋秀樹       | 三井寿                | 佐久間康子          | 11月28日       |
| 10   |                    | 溫泉裡的蒸騰霧氣血花四濺與愛情之淚 後篇 | 川島宏            | 山内東生雄     | 擦画一郎              | -                   | 12月5日        |
| 11   |                    | 現在考試前用功中                        | 玉川真人          | 玉川真人       | 松岡謙治              | 佐久間康子          | 12月12日       |
| 12   | Oh, my sweet home! | Oh, my sweet home!                      | 秋津南            | はしもとなおと | 猿渡聖加              | 青木哲朗            | 12月19日       |
| 13   |                    | Que monsieur！                          | 小柴純哉          | 榎本守         | 早川淳一              | 佐久間康子          | 12月26日       |
| 14   |                    | 沉睡於森林的大小姐                      | 神崎ユウジ        | 神崎ユウジ     | 水川弘理              | 青木哲朗            | 2007年 1月9日  |
| 15   |                    | Pirate of très bien                     | 渡邊慎一          | 又野弘道       | 三井寿                | 佐久間康子          | 1月16日        |
| 16   |                    | Dreams come true                        | 川島宏            | 山崎茂         | 重松しんいち          | -                   | 1月23日        |
| 17   |                    | 女生萬歲！！                            | 玉川真人          | 玉川真人       | 松岡謙治              | 佐久間康子 青木哲朗 | 1月30日        |
| 18   |                    | 夢・相思相愛                            | 松林唯人          | 榎本守         | 早川淳一 小美野雅彦   | 佐久間康子          | 2月6日         |
| 19   |                    | 戰鬥巧克力 情人節                       | 神崎ユウジ        | 神崎ユウジ     | 早乙女啓              | 青木哲朗            | 2月13日        |
| 20   |                    | 愛的試煉                                | 渡邊慎一          | 千葉大輔       | 井口忠一              | 佐久間康子 青木哲朗 | 2月20日        |
| 21   |                    | 深棕色的回憶                            | 小柴純哉          | 又野弘道       | 三井寿                | 佐久間康子 青木哲朗 | 2月27日        |
| 22   |                    | 披著羊皮的王子                          | 川島宏            | 山崎茂         | 才木康寛              | -                   | 3月6日         |
| 23   |                    | 颱風眼、回家                            | 玉川真人          | 玉川真人       | 松岡謙治              | 佐久間康子          | 3月13日        |
| 24   |                    | 颱風眼、迷惘                            | 神崎ユウジ        | 神崎ユウジ     | 水川弘理 早乙女啓     | 青木哲朗            | 3月20日        |
| 25   |                    | 淑女之路                                | 渡邊慎一          | 渡邊慎一       | 早川淳一 才木康寛     | -                   | 3月27日        |

### 播放電視台
| 聯播網     | 播放電視台 | 播放日期                      | 播放時間                        |
| ---------- | ---------- | ----------------------------- | ------------------------------- |
| 東京電視網 | 東京電視台 | 2006年10月3日 - 2007年3月27日 | 星期二 25:30 - 26:00            |
| 東京電視網 | 愛知電視台 | 2006年10月3日 - 2007年3月27日 | 星期二 26:28 - 26:58            |
| 東京電視網 | 大阪電視台 | 2006年10月10日 - 2007年4月3日 | 星期二 26:05 - 26:35            |
| CS         | AT-X       | 2006年11月16日 - 2007年5月7日 | 星期四 10:00 - 10:30 （有重播） |

## 電視劇
2010年1月15日在TBS系列的連續劇，於週五連續劇時段播出。主演是KAT-TUN的龜梨和也，也是他在TBS第一部主演的連續劇。本作亦是宮尾俊太郎和神戶蘭子連續劇處女作。

### 主要演員
- 高野恭平：龜梨和也（KAT-TUN）

廣告詞為「想要把冰凍起來一生注視著他的男人 No.1！」
- 遠山雪之丞：手越祐也（NEWS）

廣告詞為「想要他在旁邊陪睡的男人 No.1！」
- 中原須奈子：大政絢

廣告詞為「捨棄女性自覺的恐怖少女」
- 織田武長：內博貴

廣告詞為「想要偷窺他洗澡的男人 No.1！」
- 森井蘭丸：宮尾俊太郎

廣告詞為「想要被他騙的男人 No.1！」
「把舞步無限放大的日本強人！」
「一個字：逗趣！」
- 中原武：加藤清史郎

美音的獨生子。自稱宿舍管理員。
- 真實一路（真一）：大杉漣

咖啡店「進入迷宮」的店長。
- 中原美音：高島禮子

小武的母親、須奈子的阿姨、宿舍的女主人。
- 笠原乃依：神戶蘭子

和恭平上同樣大學的校内第一美女。是四個人的好友。
- 娜娜：志保

乃依的姐妹淘
- 寧寧：花形綾沙

乃依的姐妹淘

#### 各集演員
第1話
- 雪女（ゆきめ）：小林涼子

須奈子的小學同學
- 安藤雅夫：内田朝陽

牛郎店「AIR」的牛郎。詐欺犯。
- 男公關俱樂部的客人：黒澤佐知子

- 真理：星野亞希

恭平之前打工的店的店員
- 恭平之前打工的店的店長：大衛伊東（デビット伊東）

- 村田（回憶）：江上晶真

須奈子的初戀對象（高中同學）
第2話
- 賽巴斯汀：平泉成

中原美音的資深管家
- 真理：星野亞希

恭平之前打工的店的店員。
- 真理的朋友：奧田惠梨華、伊藤麻實子、鈴木美惠

- 村田（回憶）：江上晶真

須奈子的初戀對象（高中同學）
- 八百屋的店主：岩田明

- 警官（回憶）：加藤尊朗

- 刑警（回憶）：濱田道彦

第3話
- 真理：星野亞希

恭平之前打工的店的店員。
- 真理的朋友：奧田惠梨華、伊藤麻實子、鈴木美惠

第4話
- 武的父親（回憶）：長谷川初範

- 幼年須奈子（回憶）：佐佐木里緒

- 久留米：溫水洋一

須奈子的相親對象
- 久留米的奶媽：茅島成美

第5話
- 女鬼（瑪莉亞）：佐藤江梨子

- 麻智子（回憶）：本假屋唯香

雪之丞的女朋友
- 蘭丸的女朋友：石飛由美子、竹內愛蓮娜、盛島瑞穗

第6話
- 麻智子：本假屋唯香

雪之丞的女朋友
- 織田忠長：榎木孝明

武長的父親
- 千夏：真野裕子

- 女僕長：吉田昌美

- 女僕：宇井愛美、鈴木舞子、野野宮歌織、高野貴裕

第7話
- 柴田鈴：近野成美

同學會主辦人（高中同學）
- 村田：江上晶真

須奈子的初戀對象（高中同學）
第8話
- 初中恭平（回憶）：岸本慎太郎

- 高野亞紀：麻生祐未

恭平的母親
- 高野昇平：中根徹

恭平的父親
- 幼年蘭丸（回憶）：濱田龍臣

- 初中蘭丸（回憶）：木內輝

- 菊之井玉緒：淺見麗奈

蘭丸的未婚妻
- 幼年菊之井玉緒（回憶）：小松崎彩乃

第9話
- 高野亞紀：麻生祐未

恭平的母親
- 高野昇平：中根徹

恭平的父親
- 菊之井玉緒：淺見麗奈

蘭丸的未婚妻
- 幼年菊之井玉緒（回憶）：小松崎彩乃

- 武的父親：長谷川初範

最終回
- 某個男子（葛瑞格）：卡維爾（Dante Carver）

- 模特兒：小谷實由、後藤琴實、棚橋惠里、長柄裕美、長戶梨沙、西谷稜子、美馬繪里加、宮本愛、室井理瑤子、本山友理、美姬

### 工作團隊
- 原作：早川智子
- 脚本：篠崎繪里子
- 製作人：石井康晴、三城真一
- 導演：石井康晴、川嶋龍太郎、大澤祐樹
- 音樂：山下康介
- 製作出品：TBS

### 主題曲
- KAT-TUN｢Love yourself～喜歡你所討厭的你～｣（J Storm）

### 各集列表
| 各話                                                             | 播放日期      | 日文副標題 | 中文副標題           | 導演       | 收視率 |
| ---------------------------------------------------------------- | ------------- | ---------- | -------------------- | ---------- | ------ |
| 第1話                                                            | 2010年1月15日 |            | 臉呀心呀?            | 石井康晴   | 12.1%  |
| 第2話                                                            | 2010年1月22日 |            | 初吻                 | 石井康晴   | 9.3%   |
| 第3話                                                            | 2010年1月29日 |            | 愛…？                | 川嶋龍太郎 | 7.6%   |
| 第4話                                                            | 2010年2月5日  |            | 絕對不會讓你結婚的   | 川嶋龍太郎 | 5.2%   |
| 第5話                                                            | 2010年2月12日 |            | 對決！恭平VS雪之丞   | 石井康晴   | 8.5%   |
| 第6話                                                            | 2010年2月19日 |            | 淚之告白！裸之誓言   | 大澤祐樹   | 7.0%   |
| 第7話                                                            | 2010年2月26日 |            | 背叛的同學會         | 川嶋龍太郎 | 7.6%   |
| 第8話                                                            | 2010年3月5日  |            | 展現勇氣的山丘       | 石井康晴   | 9.2%   |
| 第9話                                                            | 2010年3月12日 |            | 只有家人才能看見之物 | 川嶋龍太郎 | 7.8%   |
| 最終回                                                           | 2010年3月19日 |            | 喜歡你所討厭的你     | 石井康晴   | 7.9%   |
| 平均收視率:8.22%（由Video Research於關東地方進行調查的統計資料） |               |            |                      |            |        |

## 節目的變遷
| TBS電視臺 金曜劇場                           | TBS電視臺 金曜劇場                               | TBS電視臺 金曜劇場 |
| -------------------------------------------- | ------------------------------------------------ | ------------------ |
|                                              | 完美小姐進化論 （2010年1月15日- 2010年3月19日）  |                    |
| 單身情歌 （2009年10月16日 - 2009年12月18日） | 不良仔與眼鏡妹 （2010年4月23日 - 2010年6月25日） |                    |

| 緯來日本台 19:00-21:00                       | 緯來日本台 19:00-21:00                         | 緯來日本台 19:00-21:00 |
| -------------------------------------------- | ---------------------------------------------- | ---------------------- |
|                                              | 完美小姐進化論 （2011年1月26日- 2011年2月1日） |                        |
| 單身女萬歲 （2011年1月12日 - 2011年1月25日） | 綜藝新幹線                                     |                        |

## 外部連結
- 東京電視台《完美小姐进化论》官方網站（页面存档备份，存于）（日語）
- 群英社《完美小姐进化论》主页（繁體中文）
- 纬来日本台《完美小姐进化论》卡通主页（页面存档备份，存于）（繁體中文）
- 戲劇版官方網站（页面存档备份，存于）（TBS）
- 纬来日本台《完美小姐进化论》戲劇主页（页面存档备份，存于）（繁體中文）